# Rhinoleucophenga
Rhinoleucophenga is een vliegengeslacht uit de familie van de Fruitvliegen (Drosophilidae).

## Soorten
- R. obesa (Loew, 1872)